# Cundinamarca
Cundinamarca és un departament de Colòmbia. Té una superfície de 24.210 km² i una població de 2.598.245 (2013). Creat el 5 d'agost 1886, es troba al centre de Colòmbia i la seva capital és Bogotà.

## Etimologia
El nom actual és una deformació del quítxua Kuntur marqa (Niu del cóndor). Els conquistadors espanyols, quan hi arribaren i escoltaren les dues paraules, ho interpretaren com a Cundirumarca, Cuntinamarca i finalment Cundinamarca, que en castellà significaria comarca o província del cóndor. Namarca és una deformació de la paraula comarca o marca, que antigament era utilitzada per anomenar alguns territoris a Europa.

## Història
Quan arribaren els primers europeus a la regió, trobaren que els Muisca habitaven l'altiplà i eren governats per El Zipa i una sèrie de cacics menors.
La Sabana de Bogotá fou escenari de la trobada dels conquistadors Gonzalo Jiménez de Quesada, Nicolás de Federmán i Sebastián de Belalcázar el 1538.

## Divisió administrativa
Es divideix en 116 municipis i en les següents províncies:
1. Almeidas
2. Alto Magdalena
3. Bajo Magdalena
4. Gualivá
5. Guavio
6. Magdalena Centro
7. Medina
8. Oriente
9. Rionegro
10. Sabana Centro
11. Sabana de Occidente
12. Soacha (província)
13. Sumapaz (província)
14. Tequendama
15. Valle de Ubaté

És un dels territoris més poblats de Colòmbia, si hom inclou les dades de la capital, Bogotá:
| Entitat                    | Població  | Àrea (km²) | Densitat |
| -------------------------- | --------- | ---------- | -------- |
| Cundinamarca (exclòs D.C.) | 2,349,578 | 22,623     | 104      |
| Bogotá D.C.                | 7,117,984 | 1,587      | 4,485    |
| Cundinamarca amb Bogotá    | 9,467,562 | 24,210     | 391      |